# Hofern (Gemeinde Retz)
Hofern ist eine Ortschaft und eine Katastralgemeinde der Stadtgemeinde Retz im Bezirk Hollabrunn in Niederösterreich mit 69 Einwohnern (Stand 1. Jänner 2024). Bis Ende 1974 war Hofern eine eigenständige Gemeinde.

## Geografie
Das an der Thayatal Straße gelegene Dorf liegt auf den letzten Anhöhen des von der Böhmischen Masse gebildeten Waldviertels nordwestlich von Retz.

## Geschichte
Im Jahr 1822 wurde der Ort als Dorf mit 33 Häusern genannt, das nach Niederfladnitz eingepfarrt war, wohin auch die Kinder eingeschult wurden. Die Herrschaft Niederfladnitz besaß die Ortsobrigkeit, übte die Landgerichtsbarkeit aus, besorgte die Konskription und hatte die Grundherrschaft inne.
Laut Adressbuch von Österreich waren im Jahr 1938 in der Ortsgemeinde Hofern ein Gastwirt, ein Gemischtwarenhändler, ein Schmied und ein Schuster ansässig. Außerhalb des Ortes gab es eine Zementwarenerzeugung.
Mit 1. Jänner 1975 wurde Hofern nach Retz eingemeindet.

## Belege
1. ↑  Statistik Austria: Bevölkerung am 1.1.2024 nach Ortschaften (Gebietsstand 1.1.2024), (ODS, 500 KB)
2. 1 2  Gemeindeänderungen ab 1945. Statistik Austria, S. 54. In: Änderungen in der Verwaltungsgliederung. Statistik Austria (ZIP, 1,3  MB; Inhalt PDF); abgerufen am 22. Januar 2025.
3. ↑  Joseph von Steinius: Topographischer Land-Schematismus oder Verzeichniß aller im Erzherzogthume Oesterreich unter der Enns befindlichen Ortschaften als Städte, Märkte, Schlösser, Ämter, Dörfer, Rotten und einzelne Häuser, die eigene Nahmen haben, Anzahl der Häuser sowohl, als der betreffenden Pfarren, Schulörter, Patronate, Decanate, Werbbezirke, Landgerichte, Ortsobrigkeiten, Grund- und Conscriptions-Herrschaften, dann der nächsten Poststationen zur Auf- und Abgabe der Briefe. Erster Band: A–L. Verlag Anton Strauß, Wien 1822, S. 310 (Hofern in der Google-Buchsuche).
4. ↑  Adressbuch von Österreich für Industrie, Handel, Gewerbe und Landwirtschaft, Herold Vereinigte Anzeigen-Gesellschaft, 12. Ausgabe, Wien 1938 PDF, Seite 290.